# Giuseppe Gebler
Giuseppe (Joseph) Gebler (* 4. April 1812 in Temeswar, Kaisertum Österreich; † um 1879) war ein rumäniendeutscher Soldat und Komponist.
Über Geblers Lebensumstände ist bislang wenig bekannt. In der Minoritenkirche von Lugosch wurde Aufführungsmaterial aus dem Jahr 1830 für das Quintetto für Chor und Orchester von Wenzel Müller gefunden, das aus der Feder Geblers stammt. Im Jahr 1831 wurde Gebler Soldat, 1833 wurde er zum Korporal befördert. 1835 komponierte er als Kadett des Temeswarer Infanterieregiments Graf St. Julien in Pizzighettone ein Quintett für Flöte, Violine, Viola, Fagott und Gitarre.
Das Manuskript, auf dem Gebler als „Giuseppe Gebler, Cadetto dal Regimento Conte St. Julien No. 61“ bezeichnet wird, wurde von dem Historiker Gianfranco Gambarelli aufgefunden. Das Werk wurde 2007 unter Leitung von Marco Molaschi in der Pfarrkirche San Bassiano in Pizzighettone uraufgeführt und im Musikverlag Edition Musik Südost veröffentlicht. Boris Previšić, Matthias Arter, Friedemann Treiber, Jessica Rona und Christoph Jäggin führten das Werk 2012 in Wallisellen auf.